# Pierre Babaud de La Chaussade
Pour les articles homonymes, voir Babaud et Chaussade.
Pierre Babaud de La Chaussade, né le 27 septembre 1706 à Bellac (Limousin), et mort à Paris le 12 août 1792, est un fournisseur de la marine royale, à la fois maître de forges et propriétaire forestier.

## Biographie
Pierre Babaud de La Chaussade est le fils de Pierre Babaud, sieur de Beaupré, intéressé dans la fourniture de bois pour la Marine royale, et de Marguerite Jouhinot. Il est le frère puîné de Jean Babaud et de leur sœur Louise Babaud (épouse de Pierre Gallicher).
Durant sa jeunesse, il aide son père, marchand de bois en gros pour la marine de guerre. En 1722, Pierre Babaud de La Chaussade dirigeait l'exploitation des bois à Bitche en Lorraine pour l'architecture navale. Le financier Jacques Masson s'attacha les services du jeune homme qu'il trouvait brillant.
Vers 1732, il succède à Jacques Boësnier du Portal, associé de son père et son frère, en tant que partenaire dans les affaires familiales.
À partir de 1735, Masson et Babaud acquièrent et exploitent les forges de Cosne, profitant de la présence du fleuve, de minerai de fer et des forêts de chênes qui alimentent les fourneaux de ses forges pour la fabrication d'ancres à destination les ports de Lorient et de Brest.
De son mariage, le 4 mars 1734 avec Jacqueline Marie-Anne Masson, fille du banquier Jacques Masson, naîtront : 
- Antoinette-Rosalie en 1735, morte le 20 juillet 1759, mariée le 5 avril 1752 par contrat, au marquis Charles-Jean-Louis-Claude Goujon de Gasville, dit d'Yville, fils de l'intendant Jean-Prosper Goujon de Gasville ; le couple aura deux enfants : Pierre-Charles-Auguste le 14 novembre 1753 et Jean-Prosper-Camille le 4 décembre 1754 ;
- Jean-Pierre Babaud de La Chaussade de Guérigny, né en 1737, mort en 1775 au château de Fremonville, banquier à Paris, célibataire sans postérité ;
- Marie-Cécile, née en 1740, morte en janvier 1759. Mariée en 1756 au marquis Claude-Charles de Guiry (1723-1796), de cette union : Cécile-Rose-Françoise (1753-1792).

Il devient aussi propriétaire des forges de Guérigny, dans la même région. Jacques Masson, financier d’origine genevoise, premier commis au contrôle général des finances, avait acheté la seigneurie de Guérigny en 1720. Les fonderies du nouveau groupe sont à Guérigny, les forges à Trézy et le haut fourneau à Grossouvre, propriété de Jean-François Durand, seigneur de Grossouvre, maître de forges depuis plusieurs générations.
Après la mort de son frère Jean (1738) et de son beau-père (1741), qui étaient à eux trois propriétaires d'une entreprise de bois, il délaisse celle-ci au profit de l'industrie métallurgique. Il devient l'unique propriétaire des forges acquises par son frère et son beau-père.
En 1743, il est anobli pour une charge de conseiller-secrétaire du roi, maison et couronne de France et de ses finances. Bien introduit à la cour du roi Louis XVI par le ministre de la Marine Maurepas, Pierre Babaud de La Chaussade voit son activité enregistrer un pic entre 1744 et 1781. La forge fabrique les ancres et accessoires métallurgiques pour la Marine royale française. Avec un statut de fournisseur quasi exclusif, elle approvisionne les ports de Brest et de Lorient. 
Il fait bâtir entrepôts, écuries, remises, greniers et logements à Nevers. Il négocie pour l'acquisition d'autres forges et bâtit un empire industriel. C'est dans la même période que furent démolis le vieux village de Saint-Amand, son église et autres bâtiments construits au fond de la vallée et exposés aux crues de la Nièvre.
Son épouse meurt en juin 1744. Deux ans plus tard, en 1746, il épouse Anne-Rose Le Conte de Nonant de Pierrecourt (1715-1778) en secondes noces, qui lui donnera deux enfants :
- Louise Rose Babaud de La Chaussade, née le 31 mars 1747, morte en 1817, mariée le 25 novembre 1765, à Étienne François, comte de Berthier de Bizy, mousquetaire du Roi, seigneur des Fougis, né en 1749 ; ils auront deux fils : Louis-Étienne-Pierre né le 24 mars 1770, mort en 1833, et Jean-Pompone-Alexis né en 1777 et mort en 1831 ;
- Pierre-Marie-Pompone Babaud de La Chaussade, chevalier de Villemenant, né le 21 décembre 1751 et mort le 9 mars 1808, maréchal de camp, gendre du directeur de la Compagnie des Indes François de Rothe.

En 1749, les Anglais prennent pied au Canada. La guerre de Sept Ans se profile (1756-1763). Il achète en 1750 la seigneurie de Villemenant au baron Joseph Hyacinthe de Lange, qui lui avait déjà vendu les forges de Guérigny. Il fait enregistrer ses armoiries par d'Hozier en 1750.
La fin de la guerre de Sept Ans marque le début de la réduction des frais de la marine de guerre. La Chaussade voit son activité réduite et les emprunts qu'il doit rembourser amoindrissent son patrimoine. En 1769, il propose au roi le rachat de ses forges pour la somme de 2,4 millions de livres. Le contrôleur général des finances, l'abbé Joseph Marie Terray, refuse la proposition.
Lors de la guerre d'indépendance américaine (1775-1783), Pierre Babaud de La Chaussade pressent les risques de déclin de son activité car la France veut comme l'Angleterre recourir à la « fonte au coke ». Il réussit en 1780 à monnayer ses forges à une entreprise financière.
En 1782, une fonderie royale sera construite au Creusot pour profiter des ressources en houille de la région, avec l'aide de l'industriel anglais William Wilkinson. Louis XVI fait annuler la vente par l'intermédiaire de son directeur général au trésor Jacques Necker et Pierre Babaud de La Chaussade entame alors des négociations avec l'État qui rachète les forges le 10 juillet 1782 pour 3,7 millions de livres. Une ordonnance royale du 19 novembre 1814 leur conserve le nom de « forges de La Chaussade ». En 1791, les forges font travailler 840 ouvriers.
Auparavant, en 1775, profitant de son réseau dans les Eaux et Forêts, Pierre Babaud de La Chaussade signe un contrat pour approvisionner la marine de 150 000 à 300 000 pieds cubes de bois dans des forêts situées plus loin que l'approvisionnement habituel. En 1781, il cède ce contrat à Claude Baudard de Saint-James, trésorier de la Marine, qui est associé au négociant malouin Marion-Brillantais.
En 1781, il produisait deux mille tonnes de fer pour la Marine royale et la Compagnie des Indes (jusqu'à quatre mille tonnes en temps de guerre), et employait plus de deux mille ouvriers dans ses hauts fourneaux et ses forges. Selon les époques, il peut employer entre 500 et 3 000 ouvriers.
Il prend part aux assemblées de la noblesse du Nivernais, pour ses seigneuries de Beaumont-la-Ferrière et de Sichamps, en 1789.
Malade, il meurt dans son hôtel particulier à Paris le 12 août 1792. Il avait exprimé le vœu d'être inhumé dans le caveau de l'église paroissiale de Guérigny, ce qui ne sera jamais réalisé.

## Titres
- Baron de Guérigny, Villemenant et de Frasnay-les-Chanoines.
- Seigneur de Guérigny, Vérille, Demeurs, Berlière, La Vache, Ouvrault, Richerand, Bois-Ganard, Médine, Beaumont, Grenant, Sauvages, Sichamps, Guichy, Bolz, Narcy, La Boue, Rue-des-Fourneaux, Mons-Boubert, Le Quesnay.
- Châtelain de Marcy.
- Propriétaire des forges de Cosne.

## Armoiries
- « D'or à un arbre grenadier de sinople, terrassé de même, chargé de fruits de gueules »[7]

## Propriétés industrielles
Certaines furent acquises en copropriété avec son frère Jean ou son beau-père, Jacques Masson :
- 1722 : Forges de Guérigny ;
- 1722 : Terres et seigneurie de Villemenant ;
- 1734 : Forges de Cosne ;
- 1741 : Forges de Forgebas - Forges de Chamilly - Forges de Vingueux - Forge de la Douée (acier) dans la seigneurie de Frasnay-les-Chanoines ;
- 1744 : Forges du haut fourneau de La Vache (commune de Raveau) ;
- 1744 : Forges de Marteauneuf ;
- 1744 : Terres et seigneurie de Richerand et d'Ouvrault ;
- 1752 : Châtellenie et forges de Demeurs ;
- 1752 : Forge du Greux ;
- 1752 : Forges de Marcy ;
- 1755 : Châtellenie de Narcy ;
- 1755 : Haut fourneau de Chantemerle ;
- Forges de Forgeneuve.

Cet ensemble industriel représentait en 1777 :
Arsenaux
- cinq hauts fourneaux produisant fontes en gueuses, sans compter les mouleries de première fusion ;
- quatre grosses forges, huit petites forges fabriquant des fers martelés et des aciers ;
- cinq ateliers à ancres ou de corroyage, d'où sortaient : ancres, enclumes et autres objets de corroyage, ateliers de martinets pour les gros outils, petits fers ouvrés et grands clous ;
- deux fonderies de fers feuillard et en verges, forges à bras (taillanderie et serrurie) pour les chaînes d'amarrage, boulets ramés, grappins, outils et fers ouvrés de toute sorte, clouterie de clous moyens et petits.

## Propriétés privées
- Six manoirs avec leurs dépendances, fermes, écuries, granges, champs, prés, enclos, vergers.
- Dix-huit domaines avec leurs dépendances en fermes, écuries, granges, champs, prés, enclos, vergers.
- Deux hôtels particuliers : l'un à Paris (rue Charlot, paroisse Saint-Nicolas-des-Champs[8]), l'autre à Nevers.
- Deux maisons qui servaient d'auberges à Guérigny : l'une dite Grande Auberge, avec une boucherie, l'autre dite Petite Auberge.
- Deux tuileries.
- Deux moulins à blé.
- Quatre étangs.
- Six mille arpents de bois.
- Vignes, minières et castinières, droits de justice, de seigneurie, de chasse, de pêche, de pacage et d'usage, droits honorifiques, de patronage, et nominations à plusieurs cures, office de notaire royal, directes, tant bordelières que censivières, dîmes (froment-avoine).

## Hommages
À Guérigny, une rue porte son nom. Les forges de la Chaussade ; nom donné en 1814 par ordonnance royale.
Expositions
- Forges-sur-Loire 1706-2006, tricentenaire de Pierre Babaud de La Chaussade, musée de la Loire du 27 septembre au 23 décembre 2006.
- Babaud de La Chaussade, exposition au musée du Vieux Guérigny du 1er juillet au 17 septembre 2006.
- Créations et Œuvres de Babaud de La Chaussade, Palais ducal de Nevers du 9 au 31 décembre 2006.

Colloque
Du 20 au 21 octobre 2006, sur Babaud de La Chaussade par les Amis du Vieux Guérigny.